# 뮤직하이
《딘딘의 뮤직하이》는 SBS 파워FM에서 매일 밤 11시에 방송 중인 라디오 음악 프로그램이으로 2014년 4월 14일을 마지막으로 폐지됐다가 2016년 3월 28일 이후 2년만에 SBS 라디오 봄 개편으로 재개됐다.

## DJ
- 김형중 (남) : 2006년 5월 1일 ~ 2007년 4월 15일
- 김지연 (여) : 2007년 4월 16일 ~ 2008년 10월 26일
- 이병희 (여) : 2008년 10월 27일 ~ 2009년 4월 12일
- 김형준 (남) : 2009년 4월 13일 ~ 2014년 4월 14일WITH김규종&박정민
- 정엽 (남) : 2016년 3월 28일 ~ 2016년 11월 27일
- 존 박 (남) : 2016년 11월 28일 ~ 2019년 7월 7일
- 우원재 (남) : 2019년 7월 8일 ~ 2020년 8월 31일
- 딘딘 (남) : 2020년 9월 1일 ~ 현재

## 코너

### 데일리 코너
- 딘딘의 모놀로그
- 사연과 신청곡
- 띵커바츄
- 잠못밤

### 위클리 코너
- 월요일 : 무박이일
- 화요일 : 연.사.친
- 수요일 : 라이브 챗
- 목요일 : 디깅뮤직
- 금요일 : 디스뮤직
- 토요일 : 기억조작 플레이리스트 , 나의 오래된 노래
- 일요일 : 히든 캐릭터 , 나의 오래된 노래

## 지역 방송국 프로그램
- 단, 본사 방송 수중계는 대전세종충남, 충북, 부산경남, 울산, 광주전남, 전북, 제주, 강원 1, 2부이다.

| 프로그램                                          | 방송 권역            | 방송 채널    | 진행자 |
| ------------------------------------------------- | -------------------- | ------------ | ------ |
| 장진영의 해피드림 (평일 23:00~00:00)              | 대구광역시, 경상북도 | TBC Dream FM | 장진영 |
| 조현진의 더 클래식 (주말 23:00~00:00)             | 대구광역시, 경상북도 | TBC Dream FM | 조현진 |
| 한밤의 플레이리스트 (월요일 ~ 토요일 00:00~00:00) | 대구광역시, 경상북도 | TBC Dream FM | 이나래 |
| TBC 가요아카데미 (일요일 00:00~01:00)             | 대구광역시, 경상북도 | TBC Dream FM | 이루리 |
| 밤& (매일 00:00~01:00)                            | 강원특별자치도       | G1 Fresh FM  | 강민주 |